# Mackenzie Ross
Philip Mackenzie Ross ( Edimburgo, Escocia, 1890 - Londres, Inglaterra, 1974 ) fue un arquitecto, diseñador de campos de golf de origen británico afincado en Gran Canaria.

## Trayectoria
A lo largo de su vida diseñó muchos campos de golf en Gran Bretaña, Portugal, Islas Azores, Bélgica, Irlanda, Francia y España. Entre 1945 y 1949 llevó a cabo una gran remodelación y restauración del campo de golf Southerness Golf Club, en el suroeste de Escocia, que es probablemente uno de sus trabajos más respetados. En 1972 fue elegido como primer presidente del British Association of Golf Course Architects (BIGCA). Por todo ello puede decirse que Mackenzie Ross dedicó su vida al fomento del golf como deporte internacional y no exclusivamente británico.

## Obras en la Isla Gran Canaria y España continental
El primer campo de golf de España fue fundado por británicos en la isla Gran Canaria en 1891. Este campo se vio reducido en área debido al crecimiento urbano y fue traslado a Bandama. Mackenzie Ross, por recomendación de su amigo Juan Domínguez Guedes, fue quien le promovió para que diseñara el actual campo de golf en un lugar conocido como «Lomo del Polvo». Este proyecto, de 1956 y ubicado en la Caldera de Bandama, se encuentra situado junto al cráter de un antiguo volcán de 800 m de diámetro y 200 de profundidad, testimonio del origen volcánico de Gran Canaria. Conocido como Real Club de Golf Las Palmas e inaugurado en 1957, es un par 71, de 18 hoyos, 2 putting greens, uno de ellos iluminado. Hay también dos pistas de tenis, sección hípica y una piscina.
Otro campo diseñado por P. Mackenzie Roos en la Gran Canaria, fue el "Campo de Golf Maspalomas", inaugurado en 1968, también de 18 hoyos.
Finalmente, en 1926, en la España continental, y en sociedad con Tom Simpson (1877-1964) , diseñó el "Real Club de Campo de Málaga".

## Obras en Sudamérica
Realizó dos campos de Golf en Uruguay, uno en la Capital del País, Montevideo en pleno casco urbano contra la Rambla Costanera de Punta Carretas y la otra en la ciudad de Fray Bentos, en el litoral uruguayo, en el histórico Barrio Anglo, donde se encuentra el Museo Nacional de la Revolución Industrial, en el ex Compañía Liebigs y luego Frigorífico Anglo, sobre el Río Uruguay, lugar declarado Patrimonio Industrial y Cultural por la UNESCO.